# Козины
Казины, также Козины — русские дворянские роды.
Род Казиных (Козиных) внесён в VI и II части родословной книги Тверской, Казанской, Калужской и Орловской губерний (Гербовник, VII, 60). Другой род Казиных значительно более позднего происхождения.

## Описание герба
В щите, разделённом на четыре части, посередине находится малый щиток чёрного цвета, в коем изображены серебряный крест, над ним две золотые шестиугольные звезды, а внизу золотой полумесяц, рогами вверх. В первой части, в золотом поле, чёрный одноглавый орёл, держащий в правой лапе ландкарту.
Во второй части, в голубом поле, видна выходящая с левой стороны из облака рука в серебряных латах с саблею (польский герб Малая Погоня). В третьей части, в голубом же поле, крестообразно положены золотой колчан со стрелами и две стрелы остриями вниз. В четвёртой части, в красном поле, серебряный козерог.
Щит увенчан дворянскими шлемом и короной. Нашлемник: три страусовых пера. Намёт на щите голубой и красный, подложенный серебром и золотом. Щитодержатели: два барса. Герб рода Козиных внесён в Часть 7 Общего гербовника дворянских родов Всероссийской империи, стр. 60.

## Известные представители
- Казин, Ляпун — дьяк при Иване Грозном (1556).
- Казин, Тимофей — голова в Ливонском походе (1577), составил писцовые книги Тверского уезда (1580).
- Козин, Андрей Семёнович — владел недвижимым имением (1624).
- Казин, Андрей — убит поляками под Смоленском (1634).
- Козин, Федосей Юрьевич — стольник (1676—1692). В 1700 году он был отправлен вместе с другим стольником Петром Шафировым в Азов с хлебным жалованьем.
- Козин, Конон Юрьевич — московский дворянин (1692)[2].
- Козин, Осип Иванович — стряпчий (1692).
- Казин, Николай Глебович (умер в 1864) — адмирал, директор Морского корпуса и член Адмиралтейств-совета.
- Козин, Павел Романович — старшина Домаховской волости Орловской губернии до Октябрьской Революции.
- Казин, Владимир Николаевич (1885—1916) — русский политический деятель,